# Dan Aykroyd
Daniel Edward Aykroyd (Ottawa, 1 de julio de 1952), más conocido como Dan Aykroyd, es un escritor, actor, cómico y guionista de cine canadiense. Conocido por sus actuaciones en el dúo musical The Blues Brothers (los hermanos del blues), junto con el comediante estadounidense John Belushi, y por interpretar al científico Ray Stantz en Los cazafantasmas y sus secuelas.

## Biografía

### Juventud
Aykroyd nació en una familia católica. Incluso se propuso ordenarse sacerdote, pero pronto se hizo patente que sus inclinaciones no iban por ese camino, llegando a ser expulsado del seminario católico de la escuela. A pesar de que su sentido del humor le creó unos cuantos problemas, Aykroyd llegó a estudiar psicología, ciencias políticas y sociología criminal en Carleton University. Durante sus estudios realizó varios "gags" cómicos por lo que finalmente decidió que la comedia sería su carrera profesional.

### Carrera
Empezó realizando giras cómicas por Canadá, y en 1975 llamó la atención con un número original y controvertido. Se trasladó a los Estados Unidos y su salto a la fama se produjo gracias al programa Saturday Night Live.
Gracias a la fama conseguida en televisión logró pasar al cine, donde su nombre logró pronto relacionarse con la comedia. Su suerte en el cine ha sido diversa pero ha conseguido varios éxitos primero con el exitazo The Blues Brothers, junto a John Belushi, película que lo catapultó a la fama, otro filme conocido de Aykroyd es Trading Places (1983) una hilarante comedia donde comparte roles con Eddie Murphy, Jamie Lee Curtis y Don Ameche y luego la taquillera Los cazafantasmas (1984), película de la que además fue el coguionista con otro de los protagonistas Harold Ramis. 
Ha realizado más de 40 películas hasta la actualidad y es uno de los actores de su generación que más se mantiene vigente en el mundo de la comedia y la animación. Además también ha tocado otros géneros cinematográficos: demostró su talento en el drama con Paseando a Miss Daisy, y también ha tenido buenos resultados en otros campos, como la música.

### The Blues Brothers

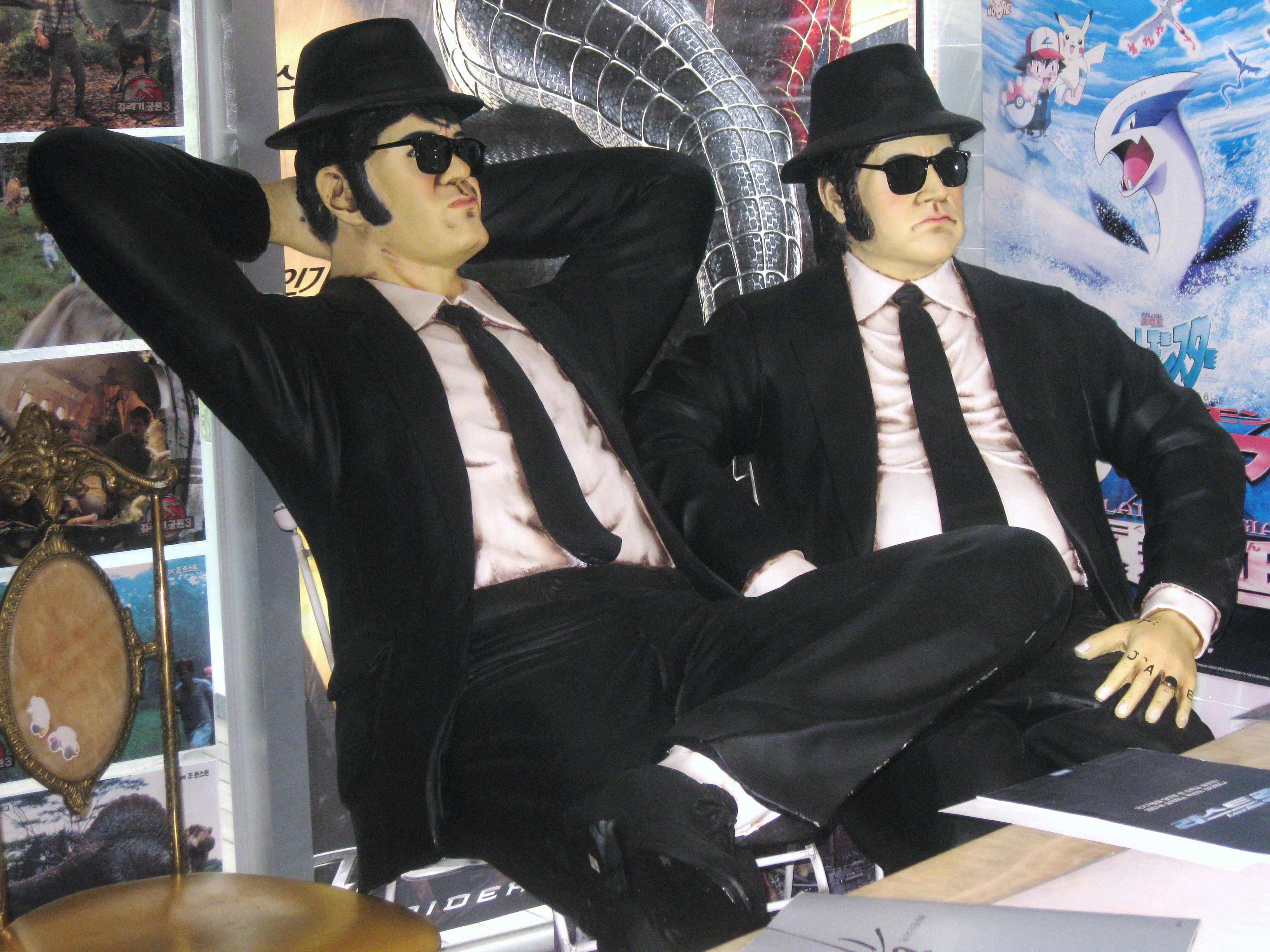
Estatuas de The Blues Brothers, número musical creado por Aykroyd y John Belushi para Saturday Night Live.

Ha grabado al menos tres discos de blues: Briefcase full of blues (1978), Made in America (1980) y Have Love Will Travel (2003). Esta experiencia le llevó a realizar el clásico del cine The Blues Brothers (1980), con su secuela Blues Brothers 2000 (1998). Ambas bandas sonoras están disponibles y registran su participación, así como varias recopilaciones.
Cuando de los Blues Brothers se trata, deja de ser Dan Aykroyd para ser Elwood Blues. En el grupo, su compañero de mucho tiempo fue John Belushi, más conocido en ese entorno como Jake Blues. Tras la muerte de John por sobredosis de drogas en 1982, ha continuado en el campo de la música junto al hermano de este, Jim Belushi. Conoció a River Phoenix en el rodaje de una película e intentó en vano ayudarle con sus problemas con las drogas.
También ha participado en diversas campañas de beneficencia, siendo Usa for Africa en 1985, la más conocida. Es codueño de House of Blues, cadena de teatros en los Estados Unidos de América, en los que permanentemente se ofrece espectáculos musicales de diversa índole, no solamente blues. Además, posee un local donde aparte de servir comidas, tocan bandas de blues, y algunas veces aparece el propio Dan para tocar.

## Vida personal
Aykroyd estuvo brevemente comprometido con la actriz Carrie Fisher, proponiéndole matrimonio en el set de The Blues Brothers. Su compromiso terminó cuando ella se reconcilió con su exnovio, el músico Paul Simon. En 1983 se casó con la actriz Donna Dixon, que conoció en el set de Doctor Detroit (1983), y con la cual tuvo tres hijos. La pareja anunció en abril de 2022 que se separaban después de 39 años de matrimonio, pero que permanecerían legalmente casados.
En una entrevista de NPR en 2004, Aykroyd afirmó que había sido diagnosticado en su infancia con el síndrome de Tourette, y que este fue tratado exitosamente con terapia. En 2015, declaró durante una entrevista en HuffPost Show que tiene síndrome de Asperger, aunque no diagnosticado, sino que fue «una especie de autodiagnóstico», después de haber leído sobre el tema y basándose en sus propias características.

## Filmografía

### Películas
| Año  | Película                                 | Papel                                 | Nota                              |
| ---- | ---------------------------------------- | ------------------------------------- | --------------------------------- |
| 1977 | Love at First Sight                      | Roy                                   |                                   |
| 1979 | Mr. Mike's Mondo Video                   | Jack Señor Sacerdote / Él mismo       |                                   |
| 1979 | 1941                                     | Sgt. Frank Árbol                      |                                   |
| 1980 | The Blues Brothers                       | Elwood Blues                          | También guionista                 |
| 1981 | Neighbors                                | Vic                                   |                                   |
| 1982 | It Came from Hollywood                   | Él mismo                              |                                   |
| 1983 | Doctor Detroit                           | Clifford Skridlow / Doctor Detroit    |                                   |
| 1983 | Trading Places                           | Louis Winthorpe III                   |                                   |
| 1983 | Twilight Zone: The Movie                 | Pasajero / conductor de la ambulancia |                                   |
| 1984 | Nothing Lasts Forever                    | Buck Heller                           |                                   |
| 1984 | Los cazafantasmas                        | Dr. Raymond Stantz                    | También guionista                 |
| 1984 | Indiana Jones and the Temple of Doom     | Arte Weber                            | Cameo                             |
| 1985 | Cuando llega la noche                    | Herb                                  |                                   |
| 1985 | Espías como nosotros                     | Austin Millbarge                      | Escritor también                  |
| 1987 | Dragnet                                  | Sgt. Joe Friday                       | Escritor también                  |
| 1988 | Mi novia es una extraterrestre           | Steven Mills                          |                                   |
| 1988 | El club de los chalados II               | Capt. Tom Everett                     |                                   |
| 1988 | Los pacientes de un psiquiatra en apuros | John W. Burns, Jr.                    |                                   |
| 1988 | Dos cuñados desenfrenados                | Roman Craig                           |                                   |
| 1988 | She's Having a Baby                      | Roman Craig                           | Cameo sin acreditar               |
| 1989 | Cazafantasmas 2                          | Dr. Raymond Stantz                    | También guionista                 |
| 1989 | Paseando a Miss Daisy                    | Boolie Werthan                        | Nominado — Mejor Actor de Reparto |
| 1989 | Liberian Girl                            | Cameo                                 | Videoclip de Michael Jackson      |
| 1990 | Loose Cannons                            | Ellis Fielding                        |                                   |
| 1990 | Masters of Menace                        | Johnny Lewis                          |                                   |
| 1991 | Mi chica                                 | Harry Sultenfuss                      |                                   |
| 1991 | Nothing but Trouble                      | Alvin Valkenheiser                    | También guionista y director      |
| 1992 | This is My Life                          | Arnold Moss                           |                                   |
| 1992 | Chaplin                                  | Mack Sennett                          |                                   |
| 1992 | Sneakers, los fisgones                   | Madre                                 |                                   |
| 1993 | Coneheads                                | Beldar Conehead                       | También guionista                 |
| 1994 | Mi chica 2                               | Harry Sultenfuss                      |                                   |
| 1994 | Exit to Eden                             | Fred Lavery                           |                                   |
| 1994 | Un muchacho llamado Norte                | Pa Tex                                |                                   |
| 1994 | A Century of Cinema                      | Él Mismo                              | Documental                        |
| 1995 | The Random Factor                        | Diestro                               | Solo voz                          |
| 1995 | Casper                                   | Dr. Raymond Stantz                    | Sin acreditar                     |
| 1995 | Operación Canadá                         | Oficial de OPP                        | Sin acreditar                     |
| 1995 | Tommy Boy                                | Ray Zalinsky, "El Auto Parts Rey"     |                                   |
| 1996 | Rainbow                                  | Sheriff Wyatt Hampton                 |                                   |
| 1996 | Celtic Pride                             | Jimmy Flaherty                        |                                   |
| 1996 | Sargento Bilko                           | Coronel John T. Hall                  |                                   |
| 1996 | Luna sin miel                            | Det. Ben Costikyan                    |                                   |
| 1996 | My Fellow Americans                      | Presidente William Haney              |                                   |
| 1996 | Getting Away with Murder                 | Jack Lambert                          |                                   |
| 1997 | Un asesino muy ético                     | Tendero                               |                                   |
| 1998 | Blues Brothers 2000                      | Elwood blues                          | Escritor/Productor                |
| 1998 | Antz                                     | Chip                                  | Voz                               |
| 1998 | Susan's Plan                             | Bob                                   |                                   |
| 1999 | Diamonds                                 | Lance Agensky                         |                                   |
| 2000 | The House of Mirth                       | Gus Trenor                            |                                   |
| 2000 | Un perdedor con suerte                   | Padre                                 |                                   |
| 2000 | Stardom                                  | Barry Levine                          |                                   |
| 2001 | La maldición del escorpión de jade       | Chris Magruder                        |                                   |
| 2001 | Evolution                                | Gobernador Lewis                      |                                   |
| 2001 | On the Nose                              | Dr. Barry Davis                       |                                   |
| 2001 | Pearl Harbor                             | Capt. Thurman                         |                                   |
| 2001 | The Frank Truth                          | Él mismo                              | Documental                        |
| 2002 | Crossroads                               | Pete Wagner                           |                                   |
| 2002 | Unconditional Love                       | Max Beasly                            |                                   |
| 2003 | Bright Young Things                      | Lord Monomark                         |                                   |
| 2004 | Christmas with the Kranks                | Vic Frohmeyer                         |                                   |
| 2004 | 50 primeras citas                        | Dr. José Keats                        |                                   |
| 2004 | Intern Academy                           | Dr. Cyrill Kipp                       |                                   |
| 2004 | Shortcut to Happiness                    | Julius Jenson                         |                                   |
| 2007 | I Now Pronounce You Chuck and Larry      | Capitán Phineas Tucker                |                                   |
| 2008 | War, Inc.                                | Sr. Vicepresidente                    |                                   |
| 2010 | Yogi Bear                                | Oso Yogi                              | Voz                               |
| 2012 | The Campaign                             | Wade Motch                            |                                   |
| 2012 | The Ultimate Sacrifice                   | Narrador                              |                                   |
| 2014 | Get on Up                                | Ben Bart                              |                                   |
| 2014 | Tammy                                    | Don                                   |                                   |
| 2014 | Legends of Oz: El Retorno de Dorothy     | Espantapájaros                        | Voz                               |
| 2015 | Pixels                                   | 1982 Campeonato de MC                 |                                   |
| 2016 | Ghostbusters                             | Taxista                               | Cameo                             |
| 2021 | Ghostbusters: Afterlife                  | Dr. Raymond Stantz                    |                                   |
| 2024 | Ghostbusters: Frozen Empire              | Dr. Raymond Stantz                    |                                   |

### Series
| Año       | Serie                                 | Papel                | Nota         |
| --------- | ------------------------------------- | -------------------- | ------------ |
| 1996–2000 | Psi Factor: Crónicas de lo paranormal | Él mismo             | 88 episodios |
| 1997–1998 | Soul Man                              | Reverendo Mike Weber | 25 episodios |

## Premios y nominaciones
Premios Óscar
| Año  | Categoría              | Película              | Resultado |
| ---- | ---------------------- | --------------------- | --------- |
| 1990 | Mejor Actor de Reparto | Paseando a Miss Daisy | Nominado  |